# 松元ユウイチ
松元 ユウイチ（まつもと ゆういち、1980年12月18日 - ）は、ブラジル連邦サンパウロ州サンパウロ出身の元プロ野球選手（外野手・内野手）、プロ野球コーチ。左投左打。
日系ブラジル人で、ヤクルトスワローズ入団後の2004年に日本へ帰化した。ただし、ブラジルでは自国籍の離脱が困難（基本的には認めてはいない）なため、帰化後はブラジル・日本双方の国籍を保有している。なお、帰化後の本名は以前からの日本名だった松元 雄一だが、スコアボードやメディアでは「ユウイチ」という表記を用いている。
2015年に、東京ヤクルトスワローズで現役を引退し、2016年からは同チームのコーチを務めている。

## 経歴

### ブラジル時代
ヤクルトが1999年に受け入れた野球留学選手の1人で、当時は野球の黎明期であったブラジルにおける指導者としての経験を積むことも目的としたため、契約金などは支払われていない。同期には佐藤二朗（登録名は「ツギオ」）がいた。
1997年には母国ブラジルで野球代表にも選ばれ、4番打者を務めている。一方でサウスポーの投手としても活躍し、全国大会で5イニング15奪三振という記録を立てたこともある。1999年、ブラジル高校選抜チームとして日本遠征をしており、後にアナウンサーとなった田中大貴とも対戦している。ユウイチはブラジル選抜チームの3番打者、田中大貴は兵庫県高校選抜チームの4番打者であった。

### ヤクルト時代

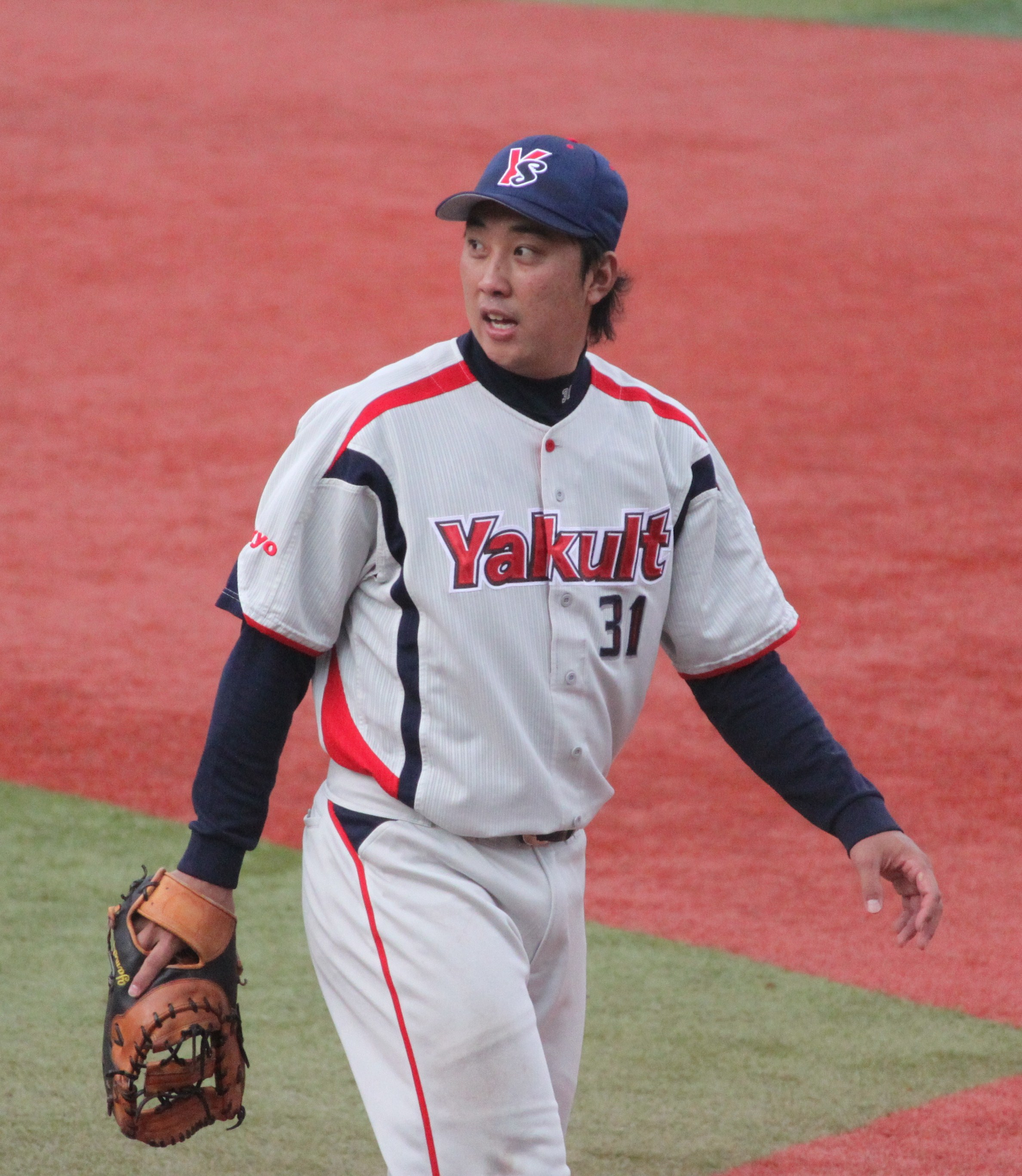
2011年10月15日 横浜スタジアム

2001年までは二軍で好成績を残していたが、球団がフルに外国人選手枠を使っていた事情もあって、一軍では出場できなかった。
2002年にロベルト・ペタジーニと真中満の出場選手登録抹消時に、外国人枠と外野が同時に空いたため一軍初登録。5月30日には、一軍初出場・初スタメンを果たした。守備位置はライトで、2打数1安打1四球と結果を出した。しかし、ペタジーニ復帰に伴い登録抹消され、一軍定着は出来なかった。この年、第15回IBAFインターコンチネンタルカップブラジル代表として招集され、2本の本塁打を放つなどの活躍を見せている。
2004年3月19日に日本国籍を取得したため、日本プロ野球の「外国人枠」の制限に縛られず出場機会が増えるきっかけとなった。この年は20試合に出場、28打数11安打、打率.393の好成績を残している。
2005年は、開幕を一軍で迎え、シーズンを一軍で過ごした。最終的には75試合に出場、打率.241・33安打・2本塁打・13打点・2盗塁。8月27日には自身初となるサヨナラヒットを放つなど頭角を現した。一塁手での出場も25試合あったが、失策が付かずともボールを後逸して取り損なう場面があり、守備には苦戦する一年となった。
2006年はシーズン途中に腰痛で離脱し、椎間板ヘルニアの手術も行った。復帰するものの二軍での打率が上がらず、一軍では3打席に終わった。
2007年は、春季キャンプ中の2月12日、打撃練習中に足元に落ちていたボールを踏んで転倒して重傷を負い、全治3か月の靭帯断裂と診断された。5月末に復帰した際も、走者と交錯して全治2か月の左手小指を骨折するなど、怪我が続くシーズンとなった。7月28日から復帰してからは好調を維持し、二軍では打率.397、5本塁打、長打率.691と圧倒的な数字を残し、晴れて8月23日に一軍昇格。対阪神タイガース戦に「6番・一塁手」として即出場し、1号満塁本塁打を含む4打数4安打6打点の大活躍をみせた。9月22日には自身初の4番打者で先発出場、5打数4安打と結果を残した。シーズン最終戦の10月9日、対横浜ベイスターズ戦で13試合ぶりに4番で先発出場、3号逆転2点本塁打を放った。最終的に8月に一軍復帰してから33試合に出場、打率.340・3本塁打・16打点の好成績を残した。12月5日の契約更改では400万円アップの年俸1600万円（推定）でサインし、背番号も49に変更することが発表された。
2008年2月末に持病の腰痛を発症しリハビリに時間を割いたが、4月に二軍で復帰。好成績を残して、5月3日に昇格した。当時のチームでは貴重な代打のクラッチヒッターとして活躍、2度『お立ち台』にも上がった。シーズン後の契約更改では、異例ともいえる勤続10年手当ての導入で500万円アップの年俸2100万円（推定）でサインし、引退した真中満の背番号31を受け継ぐことになった。
2009年は開幕一軍に残るがシーズン中盤まで代打での出場がほとんどであり、勝負どころでは左の中継ぎをコールされて代打の代打を送られるシーンも間々あった。8月7日に登録抹消されるが、この後主砲のジェイミー・デントナ、さらには主将である宮本慎也まで抹消されてしまうなど主力の離脱が相次ぎ8月28日に再登録される。その後投手の補充によって9月10日に再び抹消されるが、この後今度は川島慶三の怪我による離脱などもあって9月25日に再々登録される。9月28日の阪神との直接対決で5番ファーストでデントナの代わりに先発出場し、ヤクルトを得意とする安藤優也投手から6回裏に均衡を破る中越2点適時二塁打を放ちお立ち台に上がった。さらにCS出場を決める阪神との直接対決第一戦の10月8日の試合にも先発出場し、この日も先発であった安藤から3回裏に貴重な追加点となる右越適時二塁打を放った。初のCS出場となった打席は代打で出場したが結果は三振であった。
2010年は開幕一軍入りしたが、すぐに登録抹消された。その後も登録・抹消を繰り返し、5月5日に抹消されてから3か月間は一軍に上がることはなかった。8月6日に上田剛史の抹消に伴い、一軍に昇格。その日は代打で出場し、3年ぶりとなる一発を横浜スタジアムのバックスクリーン横に叩き込んだ。8月20日にナゴヤドームでの中日ドラゴンズ戦で「7番・左翼手」で先発出場し、3打数2安打1打点（1死球）と結果を残す日もあったもののそれ以外は代打での出場がほとんどでシーズンを終えた。
2011年も開幕一軍に名を連ねると、4月15日の横浜戦では2011年シーズン初打席で大沼幸二からの初球を、神宮球場の右中間スタンドへ放った。4月26日の静岡での読売ジャイアンツ戦では「3番・左翼手」で先発出場し、第3打席で東野峻から左前適時打を放ち、お立ち台へ上がる活躍を見せた。それ以降は不調に陥り二軍落ちとなるも、最短の10日で一軍に復帰し、6月は代打出場が中心ながら.389と高打率を残した。しかし、7月以降には再び不調に陥り登録抹消、8月に再登録、9月に抹消、10月に再登録と一軍二軍を行き来した。クライマックスシリーズ前に登録抹消となり、2度目のクライマックスシリーズ出場はならず、打率.193、1本塁打、8打点という成績でシーズンを終えた。
2012年はキャンプ・開幕ともに二軍スタートとなった。5月に打線のてこ入れのために一軍に昇格するも結果が残せず登録抹消。8月にもトニー・バーネット、ウラディミール・バレンティン、宮本と相次ぐ主力の離脱によって再登録される。9月には畠山和洋、松井淳、ラスティングス・ミレッジの離脱などが重なって一軍昇格。クライマックスシリーズを争う広島東洋カープとの直接対決では3番ファーストで3試合連続でスタメンを任され、連勝に貢献したが、前年と同様にクライマックスシリーズ前に抹消されてシーズンを終えた。オフには第3回WBCブラジル代表としてチームメイトのラファエル・フェルナンデス、金伏ウーゴ、元チームメイトの佐藤二朗、曲尾マイケ、同じ日系ブラジル人の吉村健二、田中マルシオ敬三、平田ブルーノ、奥田ペドロ、仲尾次オスカル、ケズレイ・コンドウ、ダニエル・ミサキらと共に予選ラウンドに出場。ユウイチ自身はブラジルチームの主将を務め、「5番・一塁手」としてスタメン固定された。日米で活躍する野球選手を輩出する強豪国のパナマやコロンビアに勝利し、決勝で再びパナマと当たり1-0の完封勝利を収め、初出場ブラジルの2013年3月に行われた第一ラウンド進出に貢献した。
2013年はブラジル代表として日本で行なわれたWBC第一ラウンドに出場。予選ラウンドで主軸を担っていたヤン・ゴームズが本選の出場を辞退したこともあり、4番ファーストを任された。シーズン開幕後は二軍調整を行なっていたが、一時期クリンナップを外されるほど不調に陥っていた。5月から調子を挙げ、交流戦中に1度一軍に昇格。8月に再度昇格すると8月30日には小林太志投手から2年ぶりとなる本塁打を放った。9月には6試合連続でマルチ安打を放つなど月間MVP候補に名が挙がるほどの活躍を見せた。打数は少ないものの対左時も.314と結果を残し、バレンティン（オランダ代表）・ユウイチ（ブラジル代表）・相川（日本代表）と世界各国のWBC代表の大黒柱がスタメンに並ぶ日もあった。10月3日の巨人戦では2008年6月18日以来約5年ぶりに一軍公式戦で4番に座った。この年は自身初の三塁打を放ったり、練習でも届いたことがないという敵地の甲子園では、左打者が苦手とするとされる左投手の加藤康介から本塁打を放った。
2014年は開幕から代打で5打席連続安打を放つなど好調なスタートを切った。しかし、5月26日に右内腹斜筋の肉離れで離脱。復帰後しばらくは打撃の調子が上がらず、オールスター明けの7月26日に一軍復帰。怪我前と同様に左の代打の切り札としてシーズン最後まで一軍に残った。.289でシーズンを終了したが代打時打率は.317で、「走者が入ると勝手にスイッチが入る」と言うほどで得点圏打率.448と勝負強さを見せた。
2015年は、入団後初めて、一軍の開幕戦にスタメンで起用。その後の一軍公式戦には、主に左の代打の切り札に起用されたが、レギュラーシーズン通算の打率は.170にとどまった。その一方で、一軍では最年長の野手であったことから、チームの精神的支柱としてチーム14年ぶりのセントラル・リーグ優勝に貢献した（詳細後述）。クライマックスシリーズ　ファイナルステージからの日本シリーズ進出を決めた直後にこの年限りでの現役引退を報じられたが、福岡ソフトバンクホークスとの日本シリーズにも出場。本拠地・神宮球場での第5戦（10月29日）7回裏での代打が、現役最後の打席になった（記録は二塁へのゴロ）。この試合の終了後にナインから5回胴上げされると、翌30日には、球団を通じて現役引退を正式に発表した。11月26日付で、日本野球機構（NPB）から任意引退選手として公示。

### 現役引退後
2016年からはヤクルトの二軍打撃コーチ。
2020年からは一軍打撃コーチ。
2022年からは一軍作戦コーチ（事実上のヘッドコーチ）を担当。同年7月に新型コロナウイルス感染症により一軍監督の髙津臣吾が離脱した際には、一時的に監督代行を務めた。
2024年からは一軍外野守備走塁兼作戦コーチを務めている。ヤクルトコーチ業の傍ら、WBCの2026年大会ではブラジル代表監督として招集、予選から指揮を執っている。

## 選手としての特徴・人物
粘り強く、勝負強い打撃が持ち味。来日当初から左の長距離打者候補として期待されていたが、2012年頃まで腰痛などの怪我に悩まされ、安定した成績を残せなかった。2013年からはバットを短く持ち、粘り強い打撃に活路を見出した。その後は「代打の切り札」として活躍している。
来日当初は話せる日本語が「おはよう」と「さようなら」だけであり、コミュニケーションを満足に取れなかった。また、食べ物も口に合わない異国での生活に戸惑ったという。
川島慶三と親交が深く、2015年の日本シリーズ第5戦を以って松元が引退した際、試合後に川島が涙を流しながら松元の元へ駆け寄った様子がつば九郎のブログに記されている。

## 詳細情報

### 年度別打撃成績
| 年 度      | 球 団      | 試 合 | 打 席 | 打 数 | 得 点 | 安 打 | 二 塁 打 | 三 塁 打 | 本 塁 打 | 塁 打 | 打 点 | 盗 塁 | 盗 塁 死 | 犠 打 | 犠 飛 | 四 球 | 敬 遠 | 死 球 | 三 振 | 併 殺 打 | 打 率 | 出 塁 率 | 長 打 率 | O P S |
| ---------- | ---------- | ----- | ----- | ----- | ----- | ----- | -------- | -------- | -------- | ----- | ----- | ----- | -------- | ----- | ----- | ----- | ----- | ----- | ----- | -------- | ----- | -------- | -------- | ----- |
| 2002       | ヤクルト   | 10    | 27    | 24    | 2     | 6     | 1        | 0        | 0        | 7     | 3     | 0     | 0        | 0     | 0     | 1     | 1     | 2     | 4     | 0        | .250  | .333     | .292     | .625  |
| 2003       | ヤクルト   | 12    | 14    | 14    | 2     | 4     | 1        | 0        | 0        | 5     | 0     | 0     | 0        | 0     | 0     | 0     | 0     | 0     | 3     | 0        | .286  | .286     | .357     | .643  |
| 2004       | ヤクルト   | 20    | 28    | 28    | 1     | 11    | 1        | 0        | 0        | 12    | 5     | 0     | 0        | 0     | 0     | 0     | 0     | 0     | 3     | 0        | .393  | .393     | .429     | .821  |
| 2005       | ヤクルト   | 75    | 151   | 137   | 10    | 33    | 6        | 0        | 2        | 45    | 13    | 0     | 0        | 2     | 1     | 8     | 0     | 3     | 23    | 2        | .241  | .295     | .328     | .624  |
| 2006       | ヤクルト   | 3     | 3     | 3     | 1     | 0     | 0        | 0        | 0        | 0     | 0     | 0     | 0        | 0     | 0     | 0     | 0     | 0     | 0     | 0        | .000  | .000     | .000     | .000  |
| 2007       | ヤクルト   | 33    | 105   | 103   | 11    | 35    | 6        | 0        | 3        | 50    | 16    | 0     | 0        | 0     | 0     | 1     | 0     | 1     | 12    | 1        | .340  | .352     | .485     | .838  |
| 2008       | ヤクルト   | 80    | 147   | 134   | 9     | 34    | 7        | 0        | 0        | 41    | 15    | 0     | 0        | 2     | 1     | 10    | 0     | 0     | 21    | 4        | .254  | .303     | .306     | .609  |
| 2009       | ヤクルト   | 51    | 75    | 67    | 2     | 15    | 4        | 0        | 0        | 19    | 4     | 1     | 0        | 0     | 0     | 7     | 0     | 1     | 16    | 1        | .224  | .307     | .284     | .590  |
| 2010       | ヤクルト   | 35    | 45    | 41    | 2     | 9     | 2        | 0        | 1        | 14    | 6     | 0     | 0        | 1     | 0     | 1     | 0     | 2     | 4     | 4        | .220  | .273     | .341     | .614  |
| 2011       | ヤクルト   | 51    | 63    | 57    | 2     | 11    | 2        | 0        | 1        | 16    | 8     | 0     | 0        | 0     | 0     | 6     | 0     | 0     | 8     | 2        | .193  | .270     | .281     | .551  |
| 2012       | ヤクルト   | 21    | 40    | 37    | 1     | 7     | 0        | 0        | 0        | 7     | 1     | 0     | 0        | 0     | 0     | 3     | 0     | 0     | 3     | 3        | .189  | .250     | .189     | .439  |
| 2013       | ヤクルト   | 44    | 153   | 139   | 19    | 43    | 1        | 1        | 4        | 58    | 25    | 0     | 0        | 1     | 0     | 10    | 1     | 3     | 17    | 4        | .309  | .368     | .417     | .786  |
| 2014       | ヤクルト   | 72    | 89    | 83    | 1     | 24    | 3        | 0        | 0        | 27    | 14    | 0     | 0        | 0     | 1     | 5     | 0     | 0     | 6     | 3        | .289  | .326     | .325     | .651  |
| 2015       | ヤクルト   | 39    | 51    | 47    | 1     | 8     | 2        | 0        | 0        | 10    | 5     | 0     | 0        | 0     | 1     | 3     | 0     | 0     | 5     | 1        | .170  | .216     | .213     | .433  |
| 通算：14年 | 通算：14年 | 546   | 991   | 914   | 64    | 240   | 36       | 1        | 11       | 311   | 115   | 1     | 0        | 6     | 4     | 55    | 2     | 12    | 125   | 25       | .263  | .312     | .340     | .653  |

### 記録
初記録
- 初出場・初先発出場：2002年5月30日、対読売ジャイアンツ12回戦（明治神宮野球場）、「8番・右翼手」で先発出場
- 初打席・初安打：同上、3回裏に武田一浩から中前安打
- 初打点：2002年10月6日、対阪神タイガース28回戦（阪神甲子園球場）、3回表に藤川球児から左中間へ2点適時二塁打
- 初本塁打：2005年4月2日、対阪神タイガース2回戦（大阪ドーム）、8回表に吉川昌宏の代打で出場、安藤優也から中越ソロ
- 初盗塁：2009年6月11日、対福岡ソフトバンクホークス4回戦（福岡Yahoo! JAPANドーム）、4回表に二盗（投手：佐藤誠、捕手：田上秀則）

### 背番号
- 65（1999年 - 2007年）
- 49（2008年）
- 31（2009年 - 2015年）
- 82（2016年 - ）

### 登録名
- ユウイチ松元（ユウイチまつもと、1999年）
- ユウイチ（2000年 - 2002年）
- 松元 ユウイチ（まつもと ユウイチ、2003年 - ）